# Бадин, Алексей Лаврентьевич
Алексе́й Лавре́нтьевич Ба́дин (1887—1935) — советский военный деятель, дважды Краснознамёнец (1920, 1921).

## Биография
Алексей Бадин родился в 1887 году в селе Селифонтьевка Мокшанского уезда Пензенской губернии (ныне не существует, территория Степановского сельсовета в Лунинском районе Пензенской области). Окончил начальную школу в родном селе. В 1908 году Бадин был призван на службу в царскую армию. Участвовал в боях Первой мировой войны. В 1918 году Бадин пошёл на службу в Рабоче-крестьянскую Красную Армию. Участвовал в боях Гражданской войны, пройдя путь от бойца 1-го Пензенского коммунистического полка до командира 7-го кавалерийского полка, а затем до командира кавалерийской бригады особого назначения 2-й Конной армии. Принимал участие в боях на Восточном и Южном фронтах, сражался с восставшим Чехословацким корпусом.
Особо отличился во время боёв под городом Елец. Приказом Революционного Военного Совета Республики № 132 в 1920 году командир кавалерийского полка Алексей Бадин был награждён первым орденом Красного Знамени РСФСР.
Во второй раз отличился во время штурма Перекопа и боёв с войсками генерала Врангеля за Крым. Приказом Революционного Военного Совета Республики № 228 в 1921 году командир кавалерийской бригады особого назначения Алексей Бадин был повторно награждён орденом Красного Знамени РСФСР.
После окончания войны Бадин продолжил службу в Рабоче-крестьянской Красной Армии. Окончил Военную академию РККА имени М. В. Фрунзе. Командовал 10-й кавалерийской Северо-Кавказской дивизией. Погиб в автомобильной катастрофе 10 мая 1935 года в Пятигорске.